# Genista sakellariadis
Genista sakellariadis är en ärtväxtart som beskrevs av Pierre Edmond Boissier och Theodhoros Georgios Orphanides. Genista sakellariadis ingår i släktet ginster, och familjen ärtväxter. Inga underarter finns listade i Catalogue of Life.